# دوبا، چاد
دوبا (به انگلیسی: Doba) شهری در کشور چاد و مرکز منطقه لوگون شرقی است. این شهر در سال ۲۰۰۷ میلادی ۲۵٬۴۴۰ نفر جمعیت داشته‌است.